# Пэкычъын
Пэкычъын (Пекисен) — река на севере Дальнего Востока России, протекает по территории Иультинского района Чукотского автономного округа. Длина реки 28 км.
Название в переводе с чук. Пэкычъын — «место, где неожиданно происходит треск».
Берёт истоки с южных склонов Паляваамского хребта, протекает в юго-западном направлении, впадает в Паляваам справа.